# 3507 Вілас
3507 Вілас (3507 Vilas) — астероїд головного поясу, відкритий 21 жовтня 1982 року.
Тіссеранів параметр щодо Юпітера — 3,191.